# Україна (готель, Луганськ)
Готель «Україна» (проєктна назва «Москва», до 1991 р. — «Октябрь») — шестиповерховий і єдиний чотиризірковий готель у Луганську. Візитівка міста. Розташований на вул. Пушкіна, 3. Має 173 номери; об'єм будівлі становить 50 тис. куб. метрів. Готель зведений за проєктом видатного архітектора Йосипа Каракіса, звинуваченого невдовзі після будівництва в «українському буржуазному націоналізмі» та «космополітизмі».

## Історія

Готель планували назвати «Москвою»

Центральний вхід

Декором готель нагадує українські барочні шедеври

«Мозаїчний килим» з українським орнаментом

Спорудження готелю розпочалось відразу після вигнання нацистів з Луганська на місці зруйнованих одно- та двоповерхових будинків. Проєктною назвою була «Москва», але оскільки відкриття відбулося напередодні річниці Жовтневого перевороту, було ухвалено рішення назвати його рос. «Октябрем». Водночас ресторан на першому поверсі отримав назву «Україна».
На початковому етапі до будівництва залучили німецьких військовополонених, що залишилися на території міста після війни. Вони виконували тільки «чорну» роботу. Усі архітектурні та будівельні ідеї, а також художнє оформлення було виконано архітектором Каракісом.
Фасад готелю прикрашає «мозаїчний килим», а також вертикальні трикутні пілястри з білої силікатної цегли. Пілястри, що піднімаються на всі п'ять поверхів, огортають мереживом будівлю й ефектно контрастують з червоною стіною. Відомо, що Каракіс тривалий час працював над розробленням міцної цегли для цієї будівлі.
Орнамент створений за всіма правилами тектонічної організації — орнаментального вираження «тиску» навантаження зверху вниз. Віктор Чепелик зазначав, що створений Каракісом орнамент перетворює площину стіни в килим, витриманий у тих художніх традиціях, які автор спостерігав у дитинстві на Поділлі. У цьому візерунку також простежується розвиток орнаментальних традицій українського модерну.
Працюючи над проєктом готелю, автор вивчав архітектурні форми ансамблю літньої резиденції імператриці Катерини II в Царицино, збудованої у стилі московської псевдоготики.
На «короні» фасаду — імітація Спаської вежі Московського кремля з п'ятикутною стилізованою зіркою і годинником, а з боків — силуети веж. 
За задумом архітектора за готелем планувався упорядкований дворик і парковий сквер, однак ця ідея не була втілена у життя.
У 1947 р. будівництво було завершено, а в 1952 р. готель прийняв своїх перших відвідувачів. Відразу ж практично всі номери були телефонізовані, що на той час вважалося високим сервісом.

## Готель як втілення ідеї «українського буржуазного націоналізму»
У 1950 р. П. Ф. Альошин, віцепрезидент Академії архітектури УРСР, виступаючи в Академії, відгукнувся про Каракіса як про людину обдаровану. А за рік на чергових зборах його піддали нищівній критиці. Йосип Каракіс за щойно збудований готель «Октябрь» був звинувачений в українському буржуазному націоналізмі, а через деякий час — у космополітизмі, архітектурним проявом якого був конструктивізм. Проте Каракіс замість слів покаяння, яких від нього чекали, сказав, що жив і працював по совісті, тому його звільнили з роботи.
За спогадами академіка архітектури В Єжова, Каракіс, якому згодом нагадали про те ганебне судилище, відповів: «А могло бути значно гірше. Готували Колиму. Я відбувся легким переляком».

## Міфи про готель
- Серед луганчан поширений міф про те, що нинішня «Україна» була колишньою царською в'язницею без наглядачів.
- За іншою версією, архітектором готелю був німецький військовополонений. Однак насправді військовополонені лише будували готель на початковому етапі.

## Фільм про готель
У 2010 р. про готель був знятий документальний фільм [Архівовано 22 січня 2022 у Wayback Machine.].